# Кадваладерит
Кадваладерит — рідкісний мінерал алюмінію з класу галогенідів (хлорид) з формулою: Al(OH)2Cl·4(H2O).
Вперше мінерал описано в 1941 році для прояву в шахтних відвалах (комплекс невеликих сульфатних відслонень на краю евапоритового басейну) шахти «Вікторія Сегунда» в Серрос Пінтадос, провінція Ікіке, регіон Тарапака, Чилі. Названий на честь Чарльза Мейгса Біддла Кадваладера, президента Академії природничих наук Дрексельського університету.
Статус мінералу тривалий час був під сумнівом через неналежні дані; остаточно він був перевизначений IMA у 2019 році з формулою Al5(H2O)3(OH)12·n(Cl,H2O). Було продемонстровано, що кадваладерит і лесукіт - це один і той самий мінеральний вид. Оскільки кадваладерит має історичну перевагу, він визнаний дійсним мінеральним видом, тоді як лесукіт дискредитований (пропозиція IMA 18-H).
Раніше вважався аморфним. Наразі встановлено, що кристали кадвалдериту мають кубічну сингонію, просторова група 199 (I21 3).